# 小山 (東久留米市)
小山（こやま）は、東京都東久留米市の町域。

現行行政地名は　小山一丁目から小山五丁目。

郵便番号は203-0051。

## 地理
東久留米市の北西部。

北東側境界に西武池袋線が存在する。南側に黒目川が存在する。
東から時計回りに、東久留米市氷川台、東久留米市本町、東久留米市幸町、東久留米市野火止、新座市新堀、に隣接する。

### 河川
- 黒目川
- 野火止用水

## 小・中学校の学区
市立小・中学校に通う場合、学区は以下の通りとなる。

2025年4月現在
| 丁目   | 番地 | 小学校     | 変更承認区域 |
| ------ | ---- | ---------- | ------------ |
| 一丁目 | 全域 | 小山小学校 |              |
| 二丁目 | 全域 | 小山小学校 | 第三小学校   |
| 二丁目 | 全域 | 小山小学校 |              |
| 三丁目 | 全域 | 小山小学校 |              |
| 四丁目 | 全域 | 小山小学校 |              |
| 五丁目 | 全域 | 小山小学校 |              |

| 丁目   | 番地 | 中学校       | 変更承認区域 |
| ------ | ---- | ------------ | ------------ |
| 一丁目 | 全域 | 久留米中学校 |              |
| 二丁目 | 全域 | 久留米中学校 |              |
| 二丁目 | 全域 | 久留米中学校 |              |
| 三丁目 | 全域 | 久留米中学校 |              |
| 四丁目 | 全域 | 久留米中学校 |              |
| 五丁目 | 全域 | 久留米中学校 |              |

## 交通

### 鉄道
| 隣接地域の駅                   |
| ------------------------------ |
| 西武池袋線 - 東久留米駅(SI 14) |

### バス
- 西武バス西武バス小平営業所

…が周辺の路線を運行している。

### 道路
- 小金井街道

## 施設

### 小山五丁目
- 東久留米市立小山小学校